# Компресорна станція

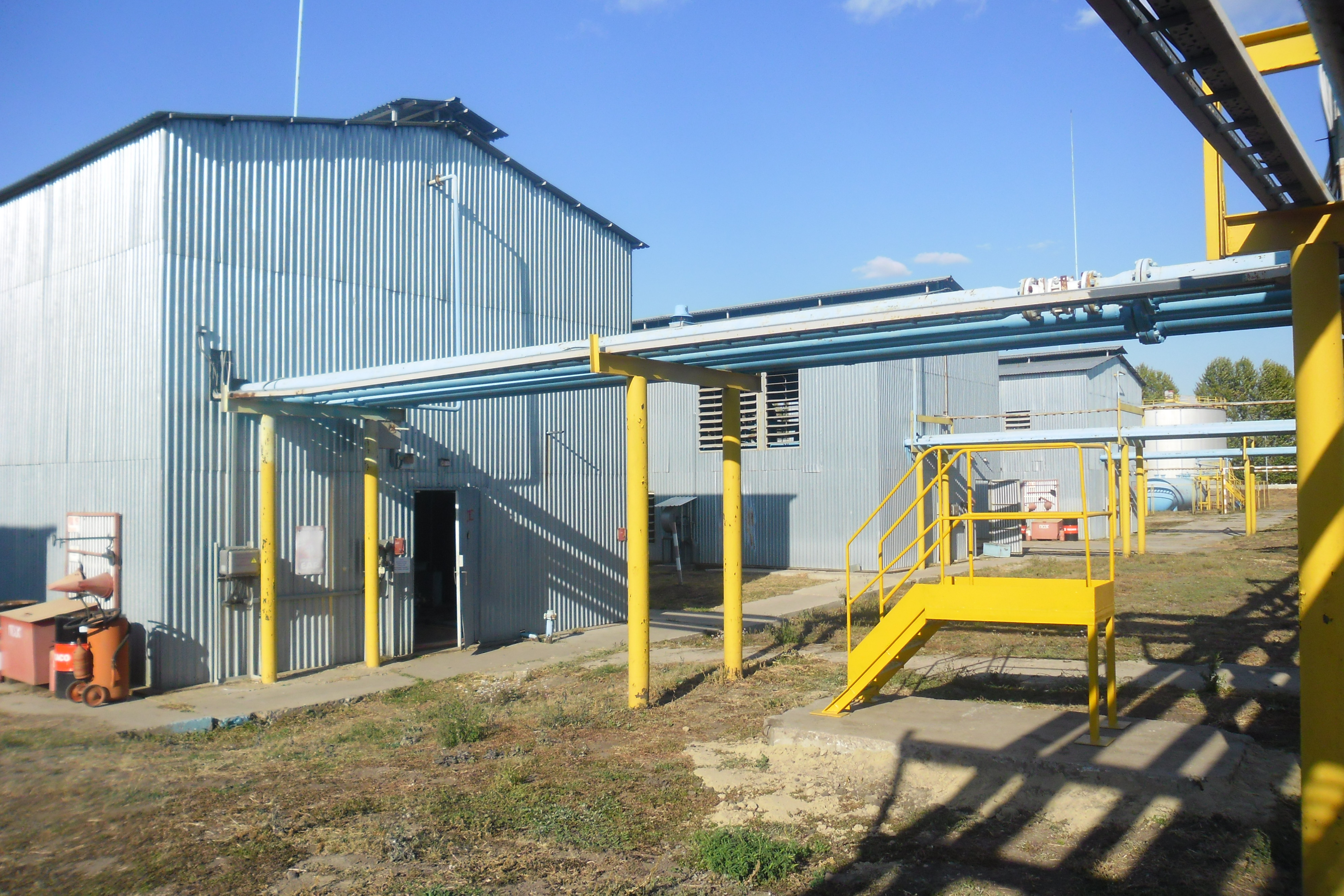
Газовий промисел. Компресорне відділення.

Газовий промисел. Дотискна компресорна станція.

Компресорна станція (рос. компрессорная станция, англ. compressor station, нім. Verdichterstation (auch Kompressorstation)) — станція для одержання стиснутого повітря або іншого газу, наприклад природного газу (метану).
У газовій промисловості — служить для збільшення енергії газу і перекачування його лінійною частиною газопроводу.
Основними складовими компресорних станцій і компресорних агрегатів є нагнітачі з приводами і обв'язкою, очисні пристрої, охолоджувачі, пиловловлювачі, вузли редукування, блок підготовки палива та імпульсного газу, вузли відключення і режимні крани, камери запуску і прийому поршнів, маслогосподарство, резервуарний парк, контрольно-вимірювальний пункт, експлуатаційний блок, енергопідстанції, очисні споруди та виробничо-диспетчерський пункт.
- основні блоки КС:
  - блок очистки і підготовки газу, що встановлюється на вході в КС;
  - газоперекачувальні агрегати (ГПА), в яких відбувається збільшення тиску газу до величин, які визначаються міцністю труб і устаткування;
  - блок охолодження газу;

Існують два види КС:
 — КС, обладнані газомоторними поршневими компресорами (ГМК);
 — КС, обладнані відцентровими нагнітачами (ВН) з приводом від газотурбінних двигунів (ГТД) або електродвигунів;
Компресорні станції з поршневими газоперекачувальними агрегатами (ГПА) забезпечують високий ступінь стиснення газу завдяки чому їх широко застосовують на станціях підземного зберігання газу (СПЗГ).
Компресорні станції з газотурбінним приводом завдяки більшій продуктивності перекачування газу та вищого ККД встановлені на переважній більшості КС (на сьогоднішній день в Україні проводиться заміна ГМК на ГТД і на деяких станціях підземного зберігання газу. При цьому ГПА встановлюються послідовно один за одним для збільшення ступеня стиснення газу).
Основні показники режиму роботи КС: тиск газу на вході і виході, пропускна здатність КС.
Параметри роботи КС визначаються режимом газотранспортної системи.

## Інтернет-ресурси
- основні об'єкти [Архівовано 12 травня 2022 у Wayback Machine.]
- Магістральний транспорт газу [Архівовано 12 травня 2022 у Wayback Machine.]
- Компресорна станція "Руська" [Архівовано 12 травня 2022 у Wayback Machine.]
- Путь газа по магистральному газопроводу [Архівовано 12 травня 2022 у Wayback Machine.]